# Верх-Кочура
Верх-Кочура — посёлок в Таштагольском районе Кемеровской области. Входит в состав Кызыл-Шорского сельского поселения.

## География
Центральная часть населённого пункта расположена на высоте 507 метров над уровнем моря.

## Население
По данным Всероссийской переписи населения 2010 года, в посёлке Верх-Кочура проживает 10 человек (7 мужчин, 3 женщины).